# Індійська військова академія
Індійська військова академія (англ. Indian Military Academy) — найпрестижніший вищий навчальний заклад Збройних сил Індії. Заснований у 1922 році Принцом Уельським, почав роботу в 1932 році.